# Charles de Gaulle - Étoile (metrostation)
Charles de Gaulle-Étoile is een station van de metro in Parijs langs de metrolijnen 1, 2 en 6.
Het station ligt onder de Arc de Triomphe, op de grens van het 8e, 16e en 17e arrondissement. Hoewel dit station het eindpunt is van metrolijn 6, is er in dit station te weinig plaats om als logistieke en technische terminus dienst te doen. Deze functie is overgenomen door het station Kléber, waar meer plaats is voor 2 extra afstelsporen en rustgelegenheid voor de conducteurs. Direct nadat de metrostellen gekeerd zijn in de lus van station Charles de Gaulle - Étoile rijden ze door naar station Kléber om daar een langere tijd halt te houden.
Onder het metrostation, op een diepte van 25 meter, ligt het gelijknamige station van de RER lijn A: station Charles de Gaulle - Étoile.

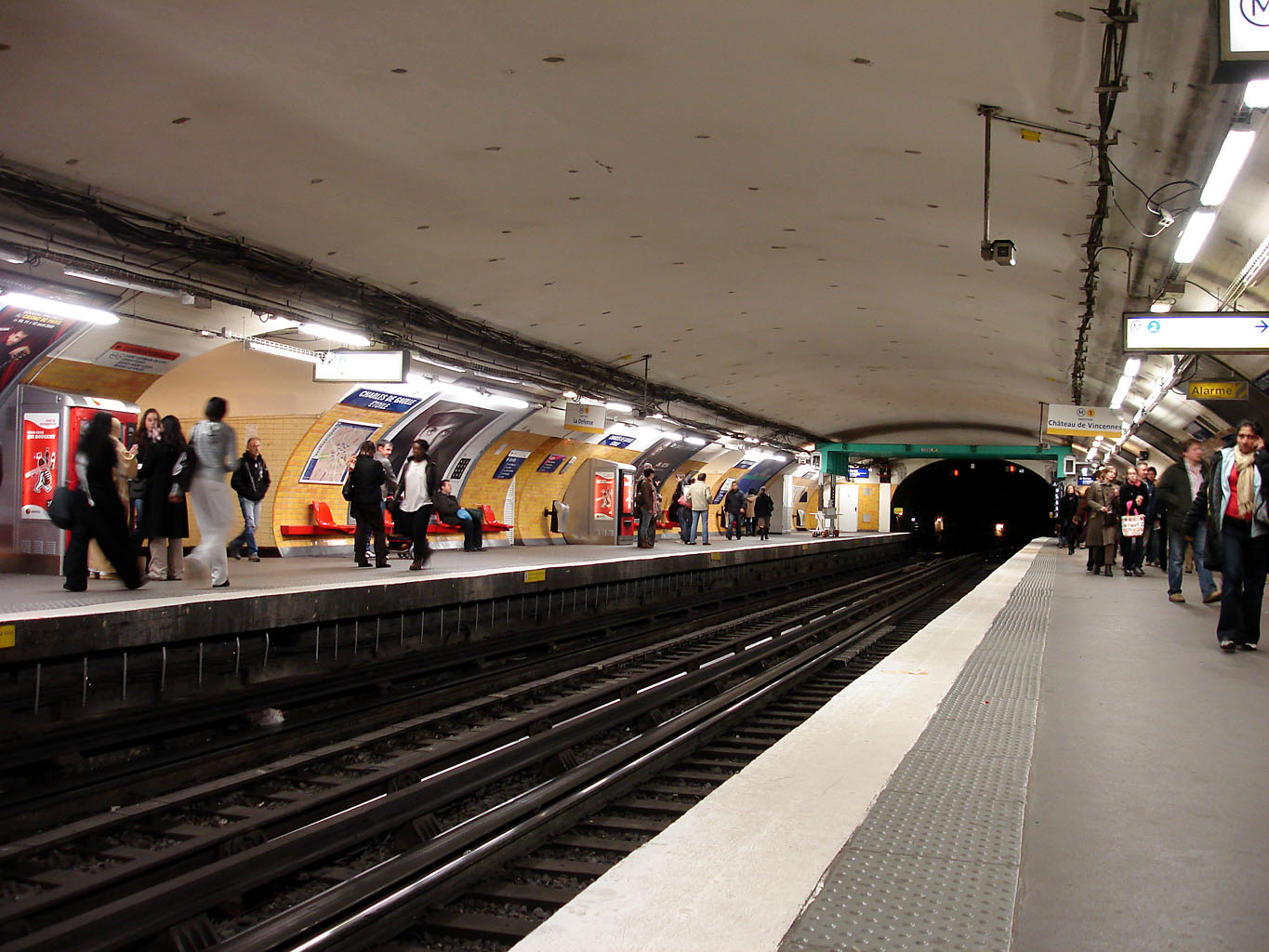
De perrons van lijn 1 voor de verbouwing tot automatische metro
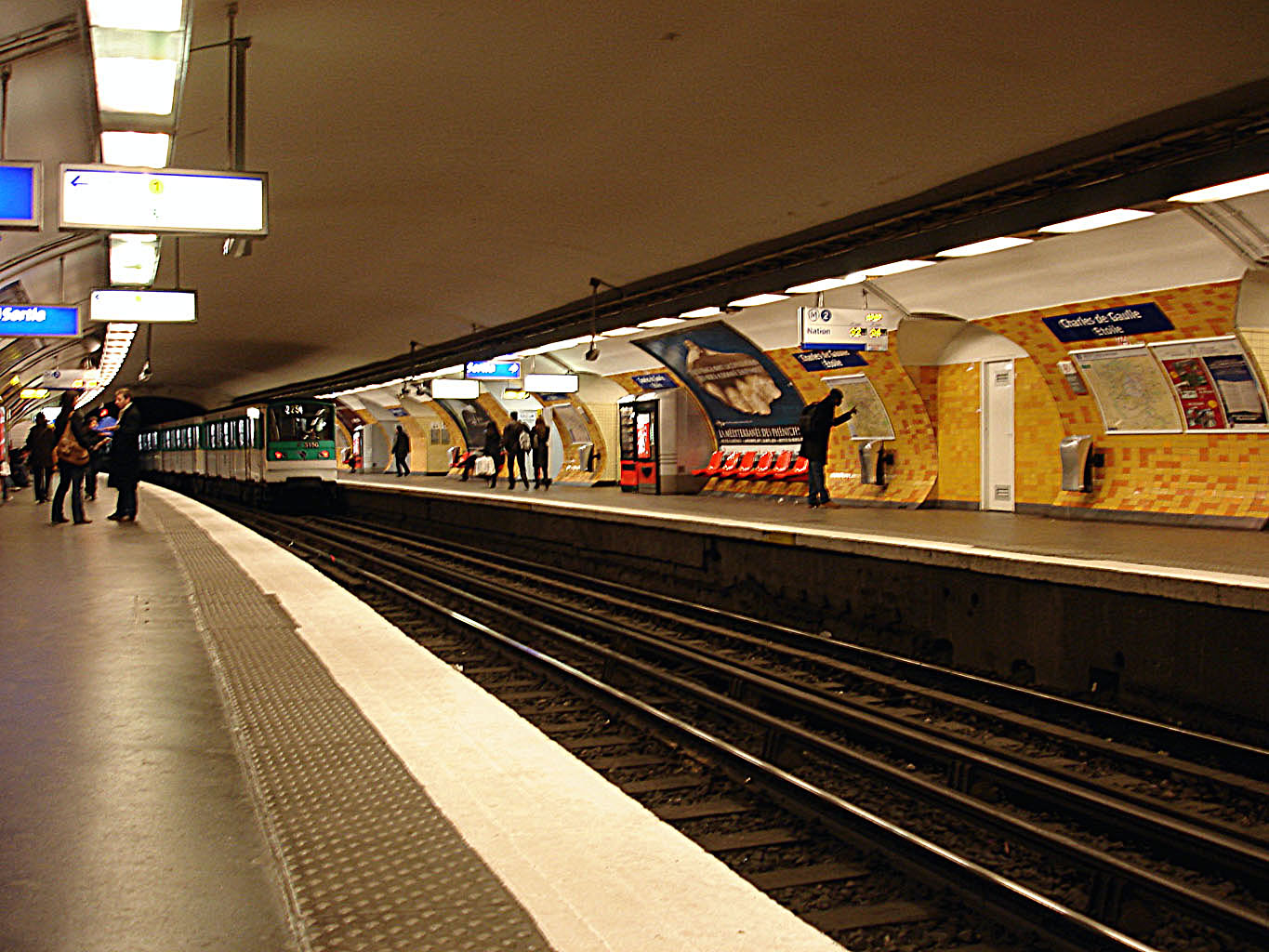
De perrons van lijn 2 gezien uit het zuiden
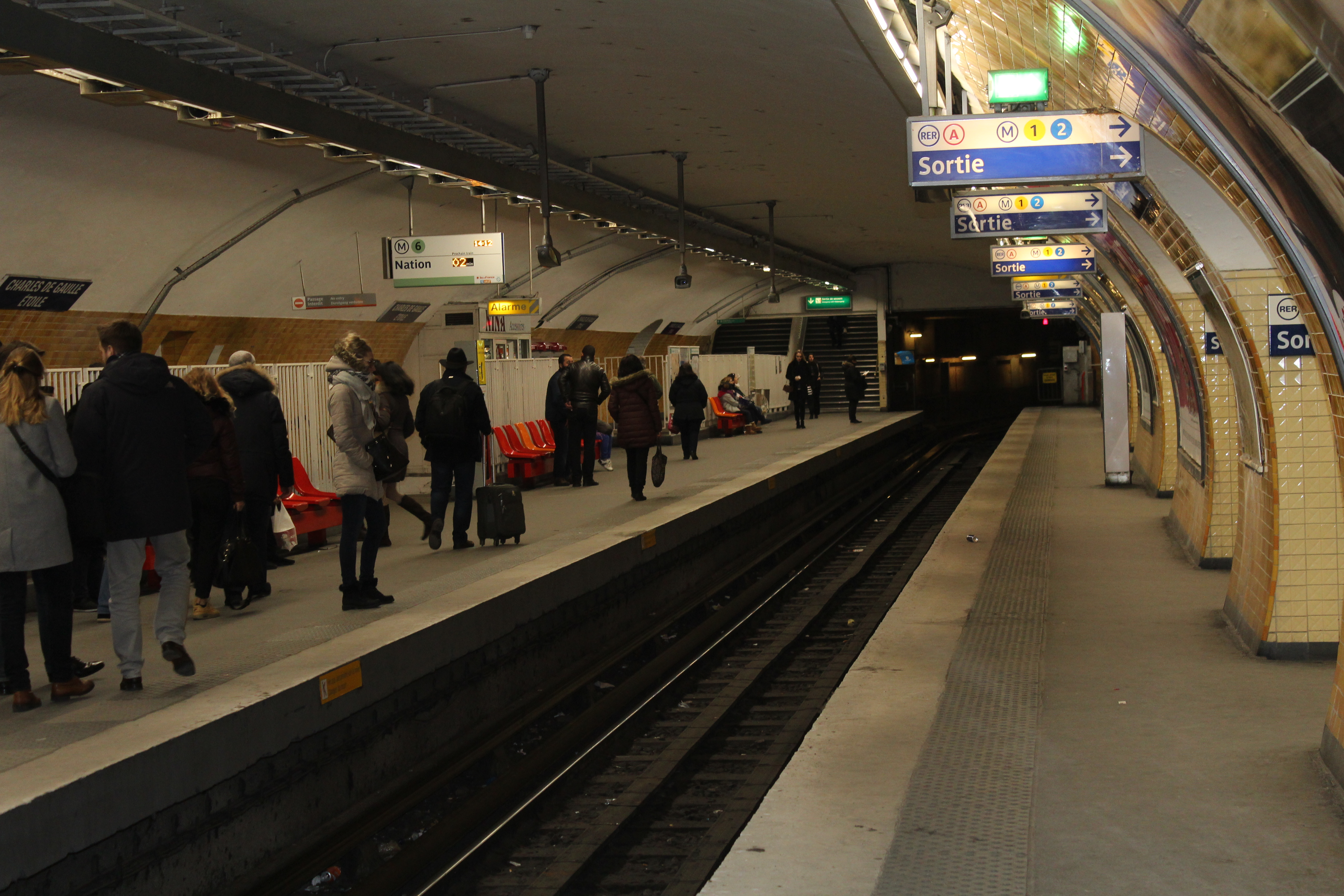
De perrons van lijn 6 gebouwd volgens de Spaanse methode

## Geschiedenis
Het metrostation Étoile werd geopend op 19 juli 1900 langs metrolijn 1. In het begin stopte de metro er niet.
Kort na de opening van RER lijn A in 1970, werd de naam van het station gewijzigd in Charles de Gaulle - Étoile.
Nadat Frankrijk op het wereldkampioenschap voetbal 2018 kampioen werd is het metrostation Charles de Gaulle - Étoile tijdelijk hernoemd naar On a 2 Étoiles.

## Aansluitingen
- RATP-busnetwerk: acht lijnen (waaronder Paris l'OpenTour)
- Noctilien: vijf lijnen

## Film
De film Les Rois mages van Bernard Campan en Didier Bourdon uit 2001 vertelt het verhaal van de drie wijzen die na 2000 jaar terugkeren op aarde om de nieuw-herboren Jezus te gaan zoeken in de gangen van het metrostation Charles de Gaulle - Étoile.
La Défense · 
Esplanade de la Défense · 
Pont de Neuilly · 
Les Sablons · 
Porte Maillot · 
Argentine · 
Charles de Gaulle - Étoile · 
George V · 
Franklin D. Roosevelt · 
Champs Élysées - Clemenceau · 
Concorde · 
Tuileries · 
Palais Royal - Musée du Louvre · 
Louvre - Rivoli · 
Châtelet · 
Hôtel de Ville · 
Saint-Paul · 
Bastille · 
Gare de Lyon · 
Reuilly - Diderot · 
Nation · 
Porte de Vincennes · 
Saint-Mandé · 
Bérault · 
Château de Vincennes
Porte Dauphine · 
Victor Hugo · 
Charles de Gaulle - Étoile · 
Ternes · 
Courcelles · 
Monceau · 
Villiers · 
Rome · 
Place de Clichy · 
Blanche · 
Pigalle · 
Anvers · 
Barbès - Rochechouart · 
La Chapelle · 
Stalingrad · 
Jaurès · 
Colonel Fabien · 
Belleville · 
Couronnes · 
Ménilmontant · 
Père Lachaise · 
Philippe Auguste · 
Alexandre Dumas · 
Avron · 
Nation
Charles de Gaulle - Étoile · Kléber · Boissière · Trocadéro · Passy · Bir-Hakeim · Dupleix · La Motte-Picquet - Grenelle · Cambronne · Sèvres - Lecourbe · Pasteur · Montparnasse - Bienvenüe · Edgar Quinet · Raspail · Denfert-Rochereau · Saint-Jacques · Glacière · Corvisart · Place d'Italie · Nationale · Chevaleret · Quai de la Gare · Bercy · Dugommier · Daumesnil · Bel-Air · Picpus · Nation